# Княжинська волость
Княжинська волость — історична адміністративно-територіальна одиниця Краснинського повіту Смоленської губернії з центром у селі Княже.
Станом на 1885 рік складалася з 30 поселень, 22 сільських громад. Населення — 3499 осіб (1775 чоловічої статі та 1724 — жіночої), 466 дворових господарств.
|                     | Площа, десятин | У тому числі орної, дес. |
| ------------------- | -------------- | ------------------------ |
| Сільських громад    | 5973           | 3870                     |
| Приватної власності | 3767           | 2069                     |
| Іншої власності     | 162            | 50                       |
| Загалом             | 9902           | 5180                     |

Найбільші поселення волості станом на 1885:
- Княже — колишнє власницьке село при річці Сож за 60 верст від повітового міста, 192 особи, 25 дворів, православна церква, школа, водяний млин, щорічний ярмарок. За версту — православна церква, цегельний завод, щорічний ярмарок. За 5 верст — православна церква, щорічний ярмарок.